# Arctic Race da Noruega de 2021

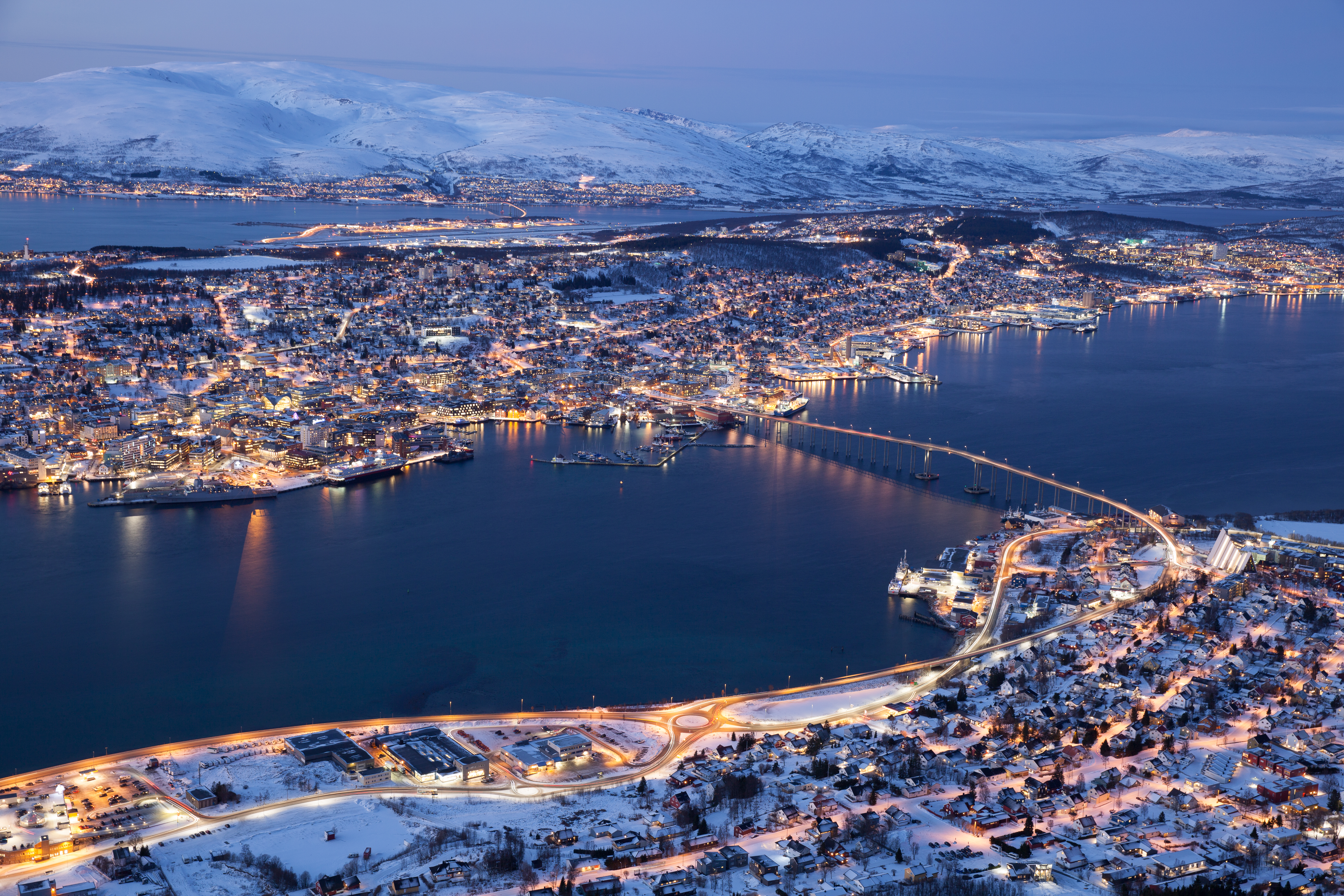
Vista de Tromsø a partir de Fjellstua

A 8.ª edição da Arctic Race da Noruega foi uma corrida de ciclismo de estrada por etapas que se celebrou entre a 5 e a 8 de agosto de 2021 em Noruega e Finlândia, com início no povoado de Tromsø e final na cidade de Harstad sobre um percurso de 647,5 quilómetros.
A corrida fez parte do UCI ProSeries de 2021, calendário ciclístico mundial de segunda divisão, dentro da categoria UCI 2.pro e foi vencida pelo belga Ben Hermans do Israel Start-Up Nation. Completaram o pódio, como segundo e terceiro classificado respectivamente, o noruego Odd Christian Eiking do Intermarché-Wanty-Gobert Matériaux e o francês Victor Lafay do Cofidis, Solutions Crédits.

## Equipas participantes
Tomaram parte na corrida 19 equipas: 7 de categoria UCI WorldTeam, 10 de categoria UCI ProTeam, 1 de categoria Continental e a equipa nacional de Noruega. Formaram assim um pelotão de 111 ciclistas dos que acabaram 103. As equipas participantes foram:
| Equipes WorldTeam (7)- AG2R Citroën Team - Astana-Premier Tech - Bora-Hansgrohe - Cofidis - Intermarché-Wanty-Gobert Matériaux - Israel Start-Up Nation - Qhubeka NextHash Equipes ProTeam (10)- Alpecin-Fenix - B&B Hotels p/b KTM - Bingoal Pauwels Sauces WB - Burgos-BH - Delko - Euskaltel-Euskadi - Sport Vlaanderen-Baloise - Arkéa-Samsic - TotalEnergies - Uno-X Pro Cycling Team Equipe Continental- Coop Equipe nacional- Noruega |
| |

## Percorrido
A Arctic Race da Noruega dispôs de quatro etapas para um percurso total de 687 quilómetros.
| Etapa | Data   | Percurso                   | type            | Distância (km) | Vencedor          | Líder geral        |
| ----- | ------ | -------------------------- | --------------- | -------------- | ----------------- | ------------------ |
| 1     | 5 ago. | Tromsø – Tromsø            | etapa escarpada | 166            | Markus Hoelgaard  | Markus Hoelgaard   |
| 2     | 6 ago. | Nordkjosbotn – Kilpisjärvi | etapa escarpada | 172            | Martin Laas       | Alexander Kristoff |
| 3     | 7 ago. | Finnsnes – Målselv         | alta montanha   | 148,5          | Ben Hermans       | Ben Hermans        |
| 4     | 8 ago. | Gratangen – Harstad        | etapa escarpada | 161            | Philipp Walsleben | Ben Hermans        |

### 1.ª etapa
| Tromsø - Tromsø | etapa escarpada | (166 km) |

| \| Classificação por etapas \| Classificação por etapas \| Classificação por etapas \| Classificação por etapas \| Classificação por etapas \| \| Ciclista \| Ciclista \| Equipe \| Tempo \| \| \| ------------------------ \| ------------------------ \| ---------------------------------- \| ------------------------ \| ------------------------ \| \| 1. \| Markus Hoelgaard \| Uno-X Pro Cycling Team \| 3h11m29s \| \| \| 2. \| Alexander Kristoff \| Noruega \| + 2s \| \| \| 3. \| Bryan Coquard \| B&B Hotels p/b KTM \| + 2s \| \| \| 4. \| Antonio Jesús Soto \| Euskaltel-Euskadi \| + 2s \| \| \| 5. \| Kristian Aasvold \| Team Coop \| + 2s \| \| \| 6. \| Antonio Angulo \| Euskaltel-Euskadi \| + 2s \| \| \| 7. \| Warren Barguil \| Arkéa-Samsic \| + 2s \| \| \| 8. \| Clément Venturini \| AG2R Citroën Team \| + 2s \| \| \| 9. \| Aimé De Gendt \| Intermarché-Wanty-Gobert Matériaux \| + 2s \| \| \| 10. \| Odd Christian Eiking \| Intermarché-Wanty-Gobert Matériaux \| + 2s \| \| |                      |                                    |          |
| |                      |                                    |          |
| Fonte: ProCyclingStats |                      |                                    |          |
| Classificação por etapas |                      |                                    |          |
| Ciclista | Ciclista             | Equipe                             | Tempo    |
| 1. | Markus Hoelgaard     | Uno-X Pro Cycling Team             | 3h11m29s |
| 2. | Alexander Kristoff   | Noruega                            | + 2s     |
| 3. | Bryan Coquard        | B&B Hotels p/b KTM                 | + 2s     |
| 4. | Antonio Jesús Soto   | Euskaltel-Euskadi                  | + 2s     |
| 5. | Kristian Aasvold     | Team Coop                          | + 2s     |
| 6. | Antonio Angulo       | Euskaltel-Euskadi                  | + 2s     |
| 7. | Warren Barguil       | Arkéa-Samsic                       | + 2s     |
| 8. | Clément Venturini    | AG2R Citroën Team                  | + 2s     |
| 9. | Aimé De Gendt        | Intermarché-Wanty-Gobert Matériaux | + 2s     |
| 10. | Odd Christian Eiking | Intermarché-Wanty-Gobert Matériaux | + 2s     |

| \| Classificação geral \| Classificação geral \| Classificação geral \| Classificação geral \| Classificação geral \| \| Ciclista \| Ciclista \| Equipe \| Tempo \| \| \| ------------------- \| ------------------- \| ---------------------------------- \| ------------------- \| ------------------- \| \| 1. \| Markus Hoelgaard \| Uno-X Pro Cycling Team \| 3h11m19s \| \| \| 2. \| Alexander Kristoff \| Noruega \| + 6s \| \| \| 3. \| Bryan Coquard \| B&B Hotels p/b KTM \| + 8s \| \| \| 4. \| Kristian Aasvold \| Team Coop \| + 9s \| \| \| 5. \| Samuele Battistella \| Astana-Premier Tech \| + 10s \| \| \| 6. \| Antonio Jesús Soto \| Euskaltel-Euskadi \| + 11s \| \| \| 7. \| Antonio Angulo \| Euskaltel-Euskadi \| + 12s \| \| \| 8. \| Warren Barguil \| Arkéa-Samsic \| + 12s \| \| \| 9. \| Clément Venturini \| AG2R Citroën Team \| + 12s \| \| \| 10. \| Aimé De Gendt \| Intermarché-Wanty-Gobert Matériaux \| + 12s \| \| |                     |                                    |          |
| |                     |                                    |          |
| Fonte: ProCyclingStats |                     |                                    |          |
| Classificação geral |                     |                                    |          |
| Ciclista | Ciclista            | Equipe                             | Tempo    |
| 1. | Markus Hoelgaard    | Uno-X Pro Cycling Team             | 3h11m19s |
| 2. | Alexander Kristoff  | Noruega                            | + 6s     |
| 3. | Bryan Coquard       | B&B Hotels p/b KTM                 | + 8s     |
| 4. | Kristian Aasvold    | Team Coop                          | + 9s     |
| 5. | Samuele Battistella | Astana-Premier Tech                | + 10s    |
| 6. | Antonio Jesús Soto  | Euskaltel-Euskadi                  | + 11s    |
| 7. | Antonio Angulo      | Euskaltel-Euskadi                  | + 12s    |
| 8. | Warren Barguil      | Arkéa-Samsic                       | + 12s    |
| 9. | Clément Venturini   | AG2R Citroën Team                  | + 12s    |
| 10. | Aimé De Gendt       | Intermarché-Wanty-Gobert Matériaux | + 12s    |

### 2.ª etapa
| Nordkjosbotn - Kilpisjärvi | etapa escarpada | (172 km) |

| \| Classificação por etapas \| Classificação por etapas \| Classificação por etapas \| Classificação por etapas \| Classificação por etapas \| \| Ciclista \| Ciclista \| Equipe \| Tempo \| \| \| ------------------------ \| ------------------------ \| ---------------------------------- \| ------------------------ \| ------------------------ \| \| 1. \| Martin Laas \| Bora-Hansgrohe \| 3h56m14s \| \| \| 2. \| Alexander Kristoff \| Noruega \| + 0s \| \| \| 3. \| Danny van Poppel \| Intermarché-Wanty-Gobert Matériaux \| + 0s \| \| \| 4. \| Rudy Barbier \| Israel Start-Up Nation \| + 0s \| \| \| 5. \| Manuel Peñalver \| Burgos-BH \| + 0s \| \| \| 6. \| Arne Marit \| Sport Vlaanderen-Baloise \| + 0s \| \| \| 7. \| Tom Devriendt \| Intermarché-Wanty-Gobert Matériaux \| + 0s \| \| \| 8. \| Bram Welten \| Arkéa-Samsic \| + 0s \| \| \| 9. \| Edvald Boasson Hagen \| TotalEnergies \| + 0s \| \| \| 10. \| Bryan Coquard \| B&B Hotels p/b KTM \| + 0s \| \| |                      |                                    |          |
| |                      |                                    |          |
| Fonte: ProCyclingStats |                      |                                    |          |
| Classificação por etapas |                      |                                    |          |
| Ciclista | Ciclista             | Equipe                             | Tempo    |
| 1. | Martin Laas          | Bora-Hansgrohe                     | 3h56m14s |
| 2. | Alexander Kristoff   | Noruega                            | + 0s     |
| 3. | Danny van Poppel     | Intermarché-Wanty-Gobert Matériaux | + 0s     |
| 4. | Rudy Barbier         | Israel Start-Up Nation             | + 0s     |
| 5. | Manuel Peñalver      | Burgos-BH                          | + 0s     |
| 6. | Arne Marit           | Sport Vlaanderen-Baloise           | + 0s     |
| 7. | Tom Devriendt        | Intermarché-Wanty-Gobert Matériaux | + 0s     |
| 8. | Bram Welten          | Arkéa-Samsic                       | + 0s     |
| 9. | Edvald Boasson Hagen | TotalEnergies                      | + 0s     |
| 10. | Bryan Coquard        | B&B Hotels p/b KTM                 | + 0s     |

| \| Classificação geral \| Classificação geral \| Classificação geral \| Classificação geral \| Classificação geral \| \| Ciclista \| Ciclista \| Equipe \| Tempo \| \| \| ------------------- \| ------------------- \| ---------------------- \| ------------------- \| ------------------- \| \| 1. \| Alexander Kristoff \| Noruega \| 7h07m33s \| \| \| 2. \| Markus Hoelgaard \| Uno-X Pro Cycling Team \| + 0s \| \| \| 3. \| Bryan Coquard \| B&B Hotels p/b KTM \| + 8s \| \| \| 4. \| Kristian Aasvold \| Team Coop \| + 9s \| \| \| 5. \| Samuele Battistella \| Astana-Premier Tech \| + 10s \| \| \| 6. \| Antonio Jesús Soto \| Euskaltel-Euskadi \| + 11s \| \| \| 7. \| Laurent Pichon \| Arkéa-Samsic \| + 11s \| \| \| 8. \| Dries Van Gestel \| TotalEnergies \| + 12s \| \| \| 9. \| Antonio Angulo \| Euskaltel-Euskadi \| + 12s \| \| \| 10. \| Axel Zingle \| Cofidis \| + 12s \| \| |                     |                        |          |
| |                     |                        |          |
| Fonte: ProCyclingStats |                     |                        |          |
| Classificação geral |                     |                        |          |
| Ciclista | Ciclista            | Equipe                 | Tempo    |
| 1. | Alexander Kristoff  | Noruega                | 7h07m33s |
| 2. | Markus Hoelgaard    | Uno-X Pro Cycling Team | + 0s     |
| 3. | Bryan Coquard       | B&B Hotels p/b KTM     | + 8s     |
| 4. | Kristian Aasvold    | Team Coop              | + 9s     |
| 5. | Samuele Battistella | Astana-Premier Tech    | + 10s    |
| 6. | Antonio Jesús Soto  | Euskaltel-Euskadi      | + 11s    |
| 7. | Laurent Pichon      | Arkéa-Samsic           | + 11s    |
| 8. | Dries Van Gestel    | TotalEnergies          | + 12s    |
| 9. | Antonio Angulo      | Euskaltel-Euskadi      | + 12s    |
| 10. | Axel Zingle         | Cofidis                | + 12s    |

### 3.ª etapa
| Finnsnes - Målselv | alta montanha | (148,5 km) |

| \| Classificação por etapas \| Classificação por etapas \| Classificação por etapas \| Classificação por etapas \| Classificação por etapas \| \| Ciclista \| Ciclista \| Equipe \| Tempo \| \| \| ------------------------ \| ------------------------ \| ---------------------------------- \| ------------------------ \| ------------------------ \| \| 1. \| Ben Hermans \| Israel Start-Up Nation \| 4h14m28s \| \| \| 2. \| Odd Christian Eiking \| Intermarché-Wanty-Gobert Matériaux \| + 0s \| \| \| 3. \| Victor Lafay \| Cofidis \| + 0s \| \| \| 4. \| Samuele Battistella \| Astana-Premier Tech \| + 12s \| \| \| 5. \| Eduard Prades \| Delko \| + 19s \| \| \| 6. \| Kristian Aasvold \| Team Coop \| + 19s \| \| \| 7. \| Andreas Leknessund \| Noruega \| + 19s \| \| \| 8. \| Antonio Jesús Soto \| Euskaltel-Euskadi \| + 19s \| \| \| 9. \| Pelayo Sánchez \| Burgos-BH \| + 19s \| \| \| 10. \| Torstein Træen \| Uno-X Pro Cycling Team \| + 22s \| \| |                      |                                    |          |
| |                      |                                    |          |
| Fonte: ProCyclingStats |                      |                                    |          |
| Classificação por etapas |                      |                                    |          |
| Ciclista | Ciclista             | Equipe                             | Tempo    |
| 1. | Ben Hermans          | Israel Start-Up Nation             | 4h14m28s |
| 2. | Odd Christian Eiking | Intermarché-Wanty-Gobert Matériaux | + 0s     |
| 3. | Victor Lafay         | Cofidis                            | + 0s     |
| 4. | Samuele Battistella  | Astana-Premier Tech                | + 12s    |
| 5. | Eduard Prades        | Delko                              | + 19s    |
| 6. | Kristian Aasvold     | Team Coop                          | + 19s    |
| 7. | Andreas Leknessund   | Noruega                            | + 19s    |
| 8. | Antonio Jesús Soto   | Euskaltel-Euskadi                  | + 19s    |
| 9. | Pelayo Sánchez       | Burgos-BH                          | + 19s    |
| 10. | Torstein Træen       | Uno-X Pro Cycling Team             | + 22s    |

| \| Classificação geral \| Classificação geral \| Classificação geral \| Classificação geral \| Classificação geral \| \| Ciclista \| Ciclista \| Equipe \| Tempo \| \| \| ------------------- \| -------------------- \| ---------------------------------- \| ------------------- \| ------------------- \| \| 1. \| Ben Hermans \| Israel Start-Up Nation \| 11h22m03s \| \| \| 2. \| Odd Christian Eiking \| Intermarché-Wanty-Gobert Matériaux \| + 4s \| \| \| 3. \| Victor Lafay \| Cofidis \| + 6s \| \| \| 4. \| Samuele Battistella \| Astana-Premier Tech \| + 20s \| \| \| 5. \| Kristian Aasvold \| Team Coop \| + 26s \| \| \| 6. \| Antonio Jesús Soto \| Euskaltel-Euskadi \| + 28s \| \| \| 7. \| Eduard Prades \| Delko \| + 29s \| \| \| 8. \| Andreas Leknessund \| Noruega \| + 29s \| \| \| 9. \| Warren Barguil \| Arkéa-Samsic \| + 32s \| \| \| 10. \| Jacob Eriksson \| Team Coop \| + 36s \| \| |                      |                                    |           |
| |                      |                                    |           |
| Fonte: ProCyclingStats |                      |                                    |           |
| Classificação geral |                      |                                    |           |
| Ciclista | Ciclista             | Equipe                             | Tempo     |
| 1. | Ben Hermans          | Israel Start-Up Nation             | 11h22m03s |
| 2. | Odd Christian Eiking | Intermarché-Wanty-Gobert Matériaux | + 4s      |
| 3. | Victor Lafay         | Cofidis                            | + 6s      |
| 4. | Samuele Battistella  | Astana-Premier Tech                | + 20s     |
| 5. | Kristian Aasvold     | Team Coop                          | + 26s     |
| 6. | Antonio Jesús Soto   | Euskaltel-Euskadi                  | + 28s     |
| 7. | Eduard Prades        | Delko                              | + 29s     |
| 8. | Andreas Leknessund   | Noruega                            | + 29s     |
| 9. | Warren Barguil       | Arkéa-Samsic                       | + 32s     |
| 10. | Jacob Eriksson       | Team Coop                          | + 36s     |

### 4.ª etapa
| Gratangen - Harstad | etapa escarpada | (161 km) |

| \| Classificação por etapas \| Classificação por etapas \| Classificação por etapas \| Classificação por etapas \| Classificação por etapas \| \| Ciclista \| Ciclista \| Equipe \| Tempo \| \| \| ------------------------ \| ------------------------ \| ---------------------------------- \| ------------------------ \| ------------------------ \| \| 1. \| Philipp Walsleben \| Alpecin-Fenix \| 3h41m40s \| \| \| 2. \| Niki Terpstra \| TotalEnergies \| + 0s \| \| \| 3. \| Alexandre Delettre \| Delko \| + 17s \| \| \| 4. \| Odd Christian Eiking \| Intermarché-Wanty-Gobert Matériaux \| + 17s \| \| \| 5. \| Erik Nordsæter Resell \| Uno-X Pro Cycling Team \| + 19s \| \| \| 6. \| Warren Barguil \| Arkéa-Samsic \| + 19s \| \| \| 7. \| Axel Zingle \| Cofidis \| + 19s \| \| \| 8. \| Bryan Coquard \| B&B Hotels p/b KTM \| + 19s \| \| \| 9. \| Victor Lafay \| Cofidis \| + 19s \| \| \| 10. \| Petr Vakoč \| Alpecin-Fenix \| + 19s \| \| |                       |                                    |          |
| |                       |                                    |          |
| Fonte: ProCyclingStats |                       |                                    |          |
| Classificação por etapas |                       |                                    |          |
| Ciclista | Ciclista              | Equipe                             | Tempo    |
| 1. | Philipp Walsleben     | Alpecin-Fenix                      | 3h41m40s |
| 2. | Niki Terpstra         | TotalEnergies                      | + 0s     |
| 3. | Alexandre Delettre    | Delko                              | + 17s    |
| 4. | Odd Christian Eiking  | Intermarché-Wanty-Gobert Matériaux | + 17s    |
| 5. | Erik Nordsæter Resell | Uno-X Pro Cycling Team             | + 19s    |
| 6. | Warren Barguil        | Arkéa-Samsic                       | + 19s    |
| 7. | Axel Zingle           | Cofidis                            | + 19s    |
| 8. | Bryan Coquard         | B&B Hotels p/b KTM                 | + 19s    |
| 9. | Victor Lafay          | Cofidis                            | + 19s    |
| 10. | Petr Vakoč            | Alpecin-Fenix                      | + 19s    |

## Classificações finais
- As classificações finalizaram da seguinte forma:[4]

### Classificação geral
| \| Classificação geral \| Classificação geral \| Classificação geral \| Classificação geral \| Classificação geral \| \| Ciclista \| Ciclista \| Equipe \| Tempo \| \| \| ------------------- \| -------------------- \| ---------------------------------- \| ------------------- \| ------------------- \| \| 1. \| Ben Hermans \| Israel Start-Up Nation \| 15h04m02s \| \| \| 2. \| Odd Christian Eiking \| Intermarché-Wanty-Gobert Matériaux \| + 2s \| \| \| 3. \| Victor Lafay \| Cofidis \| + 6s \| \| \| 4. \| Samuele Battistella \| Astana-Premier Tech \| + 20s \| \| \| 5. \| Kristian Aasvold \| Team Coop \| + 26s \| \| \| 6. \| Eduard Prades \| Delko \| + 29s \| \| \| 7. \| Andreas Leknessund \| Noruega \| + 29s \| \| \| 8. \| Warren Barguil \| Arkéa-Samsic \| + 32s \| \| \| 9. \| Jacob Eriksson \| Team Coop \| + 36s \| \| \| 10. \| Torstein Træen \| Uno-X Pro Cycling Team \| + 50s \| \| |                      |                                    |           |
| |                      |                                    |           |
| Fonte: ProCyclingStats |                      |                                    |           |
| Classificação geral |                      |                                    |           |
| Ciclista | Ciclista             | Equipe                             | Tempo     |
| 1. | Ben Hermans          | Israel Start-Up Nation             | 15h04m02s |
| 2. | Odd Christian Eiking | Intermarché-Wanty-Gobert Matériaux | + 2s      |
| 3. | Victor Lafay         | Cofidis                            | + 6s      |
| 4. | Samuele Battistella  | Astana-Premier Tech                | + 20s     |
| 5. | Kristian Aasvold     | Team Coop                          | + 26s     |
| 6. | Eduard Prades        | Delko                              | + 29s     |
| 7. | Andreas Leknessund   | Noruega                            | + 29s     |
| 8. | Warren Barguil       | Arkéa-Samsic                       | + 32s     |
| 9. | Jacob Eriksson       | Team Coop                          | + 36s     |
| 10. | Torstein Træen       | Uno-X Pro Cycling Team             | + 50s     |

### Classificação da montanha
| Classificação da montanha | Classificação da montanha | Classificação da montanha | Classificação da montanha | Classificação da montanha |
| Ciclista                  | Ciclista                  | Equipe                    | Pontos                    |                           |
| ------------------------- | ------------------------- | ------------------------- | ------------------------- | ------------------------- |
| 1.                        | Fredrik Dversnes          | Coop                      | 21 pts                    |                           |
| 2.                        | Niki Terpstra             | TotalEnergies             | 9 pts                     |                           |
| 3.                        | Gleb Brussenskiy          | Astana-Premier Tech       | 8 pts                     |                           |
| 4.                        | Tore Andre Aase Vabø      | Team Coop                 | 8 pts                     |                           |
| 5.                        | Thomas Champion           | Cofidis                   | 7 pts                     |                           |

### Classificação por pontos
| Classificação por pontos | Classificação por pontos | Classificação por pontos           | Classificação por pontos | Classificação por pontos |
| Ciclista                 | Ciclista                 | Equipe                             | Pontos                   |                          |
| ------------------------ | ------------------------ | ---------------------------------- | ------------------------ | ------------------------ |
| 1.                       | Alexander Kristoff       | Noruega                            | 24 pts                   |                          |
| 2.                       | Martin Laas              | Bora-Hansgrohe                     | 22 pts                   |                          |
| 3.                       | Odd Christian Eiking     | Intermarché-Wanty-Gobert Matériaux | 20 pts                   |                          |
| 4.                       | Philipp Walsleben        | Alpecin-Fenix                      | 17 pts                   |                          |
| 5.                       | Niki Terpstra            | TotalEnergies                      | 17 pts                   |                          |

### Classificação dos jovens
| Classificação dos jovens | Classificação dos jovens | Classificação dos jovens | Classificação dos jovens | Classificação dos jovens |
| Ciclista                 | Ciclista                 | Equipe                   | Tempo                    |                          |
| ------------------------ | ------------------------ | ------------------------ | ------------------------ | ------------------------ |
| 1.                       | Victor Lafay             | Cofidis                  | 15h04m08s                |                          |
| 2.                       | Samuele Battistella      | Astana-Premier Tech      | + 14s                    |                          |
| 3.                       | Andreas Leknessund       | Noruega                  | + 23s                    |                          |
| 4.                       | Jacob Eriksson           | Team Coop                | + 30s                    |                          |
| 5.                       | Stefan de Bod            | Astana-Premier Tech      | + 55s                    |                          |

### Classificação por equipas
| Classificação por equipes | Classificação por equipes | Classificação por equipes | Classificação por equipes |
| Equipe                    | Equipe                    | Tempo                     |                           |
| ------------------------- | ------------------------- | ------------------------- | ------------------------- |
| 1.                        | Astana-Premier Tech       | 45h14m35s                 |                           |
| 2.                        | Uno-X Pro Cycling Team    | + 38s                     |                           |
| 3.                        | Noruega                   | + 1m09s                   |                           |
| 4.                        | Bingoal Pauwels Sauces WB | + 1m34s                   |                           |
| 5.                        | Delko                     | + 1m47s                   |                           |

## Evolução das classificações
| Etapa                 | Vencedor              | Classificação geral | Classificação da montanha | Classificação por pontos | Classificação dos jovens | Classificação por equipas |
| --------------------- | --------------------- | ------------------- | ------------------------- | ------------------------ | ------------------------ | ------------------------- |
| 1.ª                   | Markus Hoelgaard      | Markus Hoelgaard    | Gleb Brussenskiy          | Markus Hoelgaard         | Samuele Battistella      | Noruega                   |
| 2.ª                   | Martin Laas           | Alexander Kristoff  | Fredrik Dversnes          | Alexander Kristoff       | Samuele Battistella      | Noruega                   |
| 3.ª                   | Ben Hermans           | Ben Hermans         | Fredrik Dversnes          | Alexander Kristoff       | Victor Lafay             | Astana-Premier Tech       |
| 4.ª                   | Philipp Walsleben     | Ben Hermans         | Fredrik Dversnes          | Alexander Kristoff       | Victor Lafay             | Astana-Premier Tech       |
| Classificações finais | Classificações finais | Ben Hermans         | Fredrik Dversnes          | Alexander Kristoff       | Victor Lafay             | Astana-Premier Tech       |

## Ciclistas participantes e posições finais
| Noruega NOR | Noruega NOR             | Noruega NOR |
| ----------- | ----------------------- | ----------- |
| Num         | Ciclista                | Pos         |
| 1           | Alexander Kristoff      | 23.         |
| 2           | Sven Erik Bystrøm       | 19.         |
| 3           | André Drege             | 46.         |
| 4           | Ludvik Aspelund Holstad | 90.         |
| 5           | Ådne Holter             | 93.         |
| 6           | Andreas Leknessund      | 7.          |

| Astana-Premier Tech APT | Astana-Premier Tech APT   | Astana-Premier Tech APT |
| ----------------------- | ------------------------- | ----------------------- |
| Num                     | Ciclista                  | Pos                     |
| 11                      | Fabio Felline (ITA)       | 16.                     |
| 12                      | Samuele Battistella (ITA) | 4.                      |
| 13                      | Gleb Brussenskiy (KAZ)    | 72.                     |
| 14                      | Stefan de Bod (RSA)       | 11.                     |
| 15                      | Yevgeniy Gidich (KAZ)     | 53.                     |
| 16                      | Ben Perry (CAN)           | 31.                     |

| Arkéa-Samsic ARK | Arkéa-Samsic ARK       | Arkéa-Samsic ARK |
| ---------------- | ---------------------- | ---------------- |
| Num              | Ciclista               | Pos              |
| 21               | Warren Barguil (FRA)   | 8.               |
| 22               | Christophe Noppe (BEL) | 71.              |
| 23               | Laurent Pichon (FRA)   | 29.              |
| 24               | Alan Riou (FRA)        | 85.              |
| 25               | Clément Russo (FRA)    | 58.              |
| 26               | Bram Welten (NED)      | 87.              |

| Israel Start-Up Nation ISN | Israel Start-Up Nation ISN | Israel Start-Up Nation ISN |
| -------------------------- | -------------------------- | -------------------------- |
| Num                        | Ciclista                   | Pos                        |
| 31                         | Ben Hermans (BEL)          | 1.                         |
| 32                         | Rudy Barbier (FRA)         | DNF-4                      |
| 33                         | Sebastian Berwick (AUS)    | 60.                        |
| 34                         | Guy Sagiv (ISR)            | 101.                       |
| 35                         | Tom Van Asbroeck (BEL)     | 47.                        |
| 36                         | Rick Zabel (GER)           | 66.                        |

| Uno-X Pro Cycling Team UXT | Uno-X Pro Cycling Team UXT  | Uno-X Pro Cycling Team UXT |
| -------------------------- | --------------------------- | -------------------------- |
| Num                        | Ciclista                    | Pos                        |
| 41                         | Markus Hoelgaard (NOR)      | 12.                        |
| 42                         | Erik Nordsæter Resell (NOR) | 44.                        |
| 43                         | Torjus Sleen (NOR)          | 21.                        |
| 44                         | Torstein Træen (NOR)        | 10.                        |
| 45                         | Søren Wærenskjold (NOR)     | 62.                        |
| 46                         | Syver Wærsted (NOR)         | 64.                        |

| Intermarché-Wanty-Gobert Matériaux IWG | Intermarché-Wanty-Gobert Matériaux IWG | Intermarché-Wanty-Gobert Matériaux IWG |
| -------------------------------------- | -------------------------------------- | -------------------------------------- |
| Num                                    | Ciclista                               | Pos                                    |
| 51                                     | Odd Christian Eiking (NOR)             | 2.                                     |
| 52                                     | Aimé De Gendt (BEL)                    | 40.                                    |
| 53                                     | Tom Devriendt (BEL)                    | 99.                                    |
| 54                                     | Baptiste Planckaert (BEL)              | 76.                                    |
| 55                                     | Boy van Poppel (NED)                   | 81.                                    |
| 56                                     | Danny van Poppel (NED)                 | 57.                                    |

| B&B Hotels p/b KTM BBK | B&B Hotels p/b KTM BBK | B&B Hotels p/b KTM BBK |
| ---------------------- | ---------------------- | ---------------------- |
| Num                    | Ciclista               | Pos                    |
| 61                     | Bryan Coquard (FRA)    | 32.                    |
| 62                     | Bert De Backer (BEL)   | 96.                    |
| 63                     | Jens Debusschere (BEL) | 80.                    |
| 64                     | Cyril Gautier (FRA)    | 50.                    |
| 65                     | Jonathan Hivert (FRA)  | 84.                    |
| 66                     | Julien Morice (FRA)    | NP-2                   |

| TotalEnergies TDE | TotalEnergies TDE          | TotalEnergies TDE |
| ----------------- | -------------------------- | ----------------- |
| Num               | Ciclista                   | Pos               |
| 71                | Edvald Boasson Hagen (NOR) | 33.               |
| 72                | Mathieu Burgaudeau (FRA)   | 13.               |
| 73                | Valentin Ferron (FRA)      | NP-3              |
| 74                | Cristián Rodríguez (ESP)   | DNF-2             |
| 75                | Niki Terpstra (NED)        | 54.               |
| 76                | Dries Van Gestel (BEL)     | NP-4              |

| AG2R Citroën Team ACT | AG2R Citroën Team ACT   | AG2R Citroën Team ACT |
| --------------------- | ----------------------- | --------------------- |
| Num                   | Ciclista                | Pos                   |
| 81                    | Oliver Naesen (BEL)     | 36.                   |
| 82                    | Stan Dewulf (BEL)       | 27.                   |
| 83                    | Julien Duval (FRA)      | 98.                   |
| 84                    | Alexis Gougeard (FRA)   | 69.                   |
| 85                    | Lawrence Naesen (BEL)   | 41.                   |
| 86                    | Clément Venturini (FRA) | 24.                   |

| Bora-Hansgrohe BOH | Bora-Hansgrohe BOH        | Bora-Hansgrohe BOH |
| ------------------ | ------------------------- | ------------------ |
| Num                | Ciclista                  | Pos                |
| 91                 | Martin Laas (EST)         | 82.                |
| 92                 | Erik Baška (SVK)          | DNF-4              |
| 93                 | Juraj Sagan (SVK)         | 94.                |
| 94                 | Andreas Schillinger (GER) | 89.                |
| 95                 | Rüdiger Selig (GER)       | 59.                |

| Cofidis COF | Cofidis COF               | Cofidis COF |
| ----------- | ------------------------- | ----------- |
| Num         | Ciclista                  | Pos         |
| 101         | Victor Lafay (FRA)        | 3.          |
| 102         | Thomas Champion (FRA)     | 55.         |
| 103         | Jean-Pierre Drucker (LUX) | 70.         |
| 104         | Nathan Haas (AUS)         | 63.         |
| 105         | André Carvalho (POR)      | NP-3        |
| 106         | Axel Zingle (FRA)         | 22.         |

| Qhubeka NextHash TQA | Qhubeka NextHash TQA  | Qhubeka NextHash TQA |
| -------------------- | --------------------- | -------------------- |
| Num                  | Ciclista              | Pos                  |
| 111                  | Henok Mulubrhan (ERI) | 28.                  |
| 112                  | Dimitri Claeys (BEL)  | 20.                  |
| 113                  | Luca Coati (ITA)      | 73.                  |
| 114                  | Harry Tanfield (GBR)  | 83.                  |
| 115                  | Karel Vacek (CZE)     | DNF-2                |

| Alpecin-Fenix AFC | Alpecin-Fenix AFC       | Alpecin-Fenix AFC |
| ----------------- | ----------------------- | ----------------- |
| Num               | Ciclista                | Pos               |
| 121               | Petr Vakoč (CZE)        | 17.               |
| 122               | Jimmy Janssens (BEL)    | 56.               |
| 123               | Marcel Meisen (GER)     | 68.               |
| 124               | Lubomír Petruš (CZE)    | 75.               |
| 125               | Oscar Riesebeek (NED)   | 25.               |
| 126               | Philipp Walsleben (GER) | 51.               |

| Delko DKO | Delko DKO                  | Delko DKO |
| --------- | -------------------------- | --------- |
| Num       | Ciclista                   | Pos       |
| 131       | Alessandro Fedeli (ITA)    | 37.       |
| 132       | Alexandre Delettre (FRA)   | 38.       |
| 133       | Eduard-Michael Grosu (ROU) | 92.       |
| 134       | Eduard Prades (ESP)        | 6.        |
| 135       | Dušan Rajović (SRB)        | 97.       |
| 136       | Julien Trarieux (FRA)      | 34.       |

| Sport Vlaanderen-Baloise SVB | Sport Vlaanderen-Baloise SVB | Sport Vlaanderen-Baloise SVB |
| ---------------------------- | ---------------------------- | ---------------------------- |
| Num                          | Ciclista                     | Pos                          |
| 141                          | Jens Reynders (BEL)          | 78.                          |
| 142                          | Cedric Beullens (BEL)        | 39.                          |
| 143                          | Alex Colman (BEL)            | 45.                          |
| 144                          | Sander De Pestel (BEL)       | 49.                          |
| 145                          | Arne Marit (BEL)             | 35.                          |
| 146                          | Ward Vanhoof (BEL)           | 42.                          |

| Bingoal Pauwels Sauces WB BWB | Bingoal Pauwels Sauces WB BWB | Bingoal Pauwels Sauces WB BWB |
| ----------------------------- | ----------------------------- | ----------------------------- |
| Num                           | Ciclista                      | Pos                           |
| 151                           | Arjen Livyns (BEL)            | 18.                           |
| 152                           | Ceriel Desal (BEL)            | 103.                          |
| 153                           | Sean De Bie (BEL)             | 77.                           |
| 154                           | Rémy Mertz (BEL)              | 43.                           |
| 155                           | Dimitri Peyskens (BEL)        | 26.                           |
| 156                           | Luc Wirtgen (LUX)             | 15.                           |

| Burgos-BH BBH | Burgos-BH BBH         | Burgos-BH BBH |
| ------------- | --------------------- | ------------- |
| Num           | Ciclista              | Pos           |
| 161           | Manuel Peñalver (ESP) | 67.           |
| 162           | Rodrigo Álvarez (ESP) | 91.           |
| 163           | Jesús Ezquerra (ESP)  | 95.           |
| 164           | Ángel Fuentes (ESP)   | 65.           |
| 165           | Felipe Orts (ESP)     | 79.           |
| 166           | Pelayo Sánchez (ESP)  | 14.           |

| Euskaltel-Euskadi EUS | Euskaltel-Euskadi EUS    | Euskaltel-Euskadi EUS |
| --------------------- | ------------------------ | --------------------- |
| Num                   | Ciclista                 | Pos                   |
| 171                   | Juan José Lobato (ESP)   | 86.                   |
| 172                   | Antonio Angulo (ESP)     | 30.                   |
| 173                   | Xabier Azparren (ESP)    | 102.                  |
| 174                   | Peio Goikoetxea (ESP)    | 100.                  |
| 175                   | Antonio Jesús Soto (ESP) | 48.                   |

| Coop TCO | Coop TCO                   | Coop TCO |
| -------- | -------------------------- | -------- |
| Num      | Ciclista                   | Pos      |
| 181      | Fredrik Dversnes (NOR)     | 61.      |
| 182      | Kristian Aasvold (NOR)     | 5.       |
| 183      | Jacob Eriksson (SWE)       | 9.       |
| 184      | Tord Gudmestad (NOR)       | 74.      |
| 185      | Eirik Lunder (NOR)         | 88.      |
| 186      | Tore Andre Aase Vabø (NOR) | 52.      |

| Noruega NOR | Noruega NOR             | Noruega NOR |
| ----------- | ----------------------- | ----------- |
| Num         | Ciclista                | Pos         |
| 1           | Alexander Kristoff      | 23.         |
| 2           | Sven Erik Bystrøm       | 19.         |
| 3           | André Drege             | 46.         |
| 4           | Ludvik Aspelund Holstad | 90.         |
| 5           | Ådne Holter             | 93.         |
| 6           | Andreas Leknessund      | 7.          |

| Astana-Premier Tech APT | Astana-Premier Tech APT   | Astana-Premier Tech APT |
| ----------------------- | ------------------------- | ----------------------- |
| Num                     | Ciclista                  | Pos                     |
| 11                      | Fabio Felline (ITA)       | 16.                     |
| 12                      | Samuele Battistella (ITA) | 4.                      |
| 13                      | Gleb Brussenskiy (KAZ)    | 72.                     |
| 14                      | Stefan de Bod (RSA)       | 11.                     |
| 15                      | Yevgeniy Gidich (KAZ)     | 53.                     |
| 16                      | Ben Perry (CAN)           | 31.                     |

| Arkéa-Samsic ARK | Arkéa-Samsic ARK       | Arkéa-Samsic ARK |
| ---------------- | ---------------------- | ---------------- |
| Num              | Ciclista               | Pos              |
| 21               | Warren Barguil (FRA)   | 8.               |
| 22               | Christophe Noppe (BEL) | 71.              |
| 23               | Laurent Pichon (FRA)   | 29.              |
| 24               | Alan Riou (FRA)        | 85.              |
| 25               | Clément Russo (FRA)    | 58.              |
| 26               | Bram Welten (NED)      | 87.              |

| Israel Start-Up Nation ISN | Israel Start-Up Nation ISN | Israel Start-Up Nation ISN |
| -------------------------- | -------------------------- | -------------------------- |
| Num                        | Ciclista                   | Pos                        |
| 31                         | Ben Hermans (BEL)          | 1.                         |
| 32                         | Rudy Barbier (FRA)         | DNF-4                      |
| 33                         | Sebastian Berwick (AUS)    | 60.                        |
| 34                         | Guy Sagiv (ISR)            | 101.                       |
| 35                         | Tom Van Asbroeck (BEL)     | 47.                        |
| 36                         | Rick Zabel (GER)           | 66.                        |

| Uno-X Pro Cycling Team UXT | Uno-X Pro Cycling Team UXT  | Uno-X Pro Cycling Team UXT |
| -------------------------- | --------------------------- | -------------------------- |
| Num                        | Ciclista                    | Pos                        |
| 41                         | Markus Hoelgaard (NOR)      | 12.                        |
| 42                         | Erik Nordsæter Resell (NOR) | 44.                        |
| 43                         | Torjus Sleen (NOR)          | 21.                        |
| 44                         | Torstein Træen (NOR)        | 10.                        |
| 45                         | Søren Wærenskjold (NOR)     | 62.                        |
| 46                         | Syver Wærsted (NOR)         | 64.                        |

| Intermarché-Wanty-Gobert Matériaux IWG | Intermarché-Wanty-Gobert Matériaux IWG | Intermarché-Wanty-Gobert Matériaux IWG |
| -------------------------------------- | -------------------------------------- | -------------------------------------- |
| Num                                    | Ciclista                               | Pos                                    |
| 51                                     | Odd Christian Eiking (NOR)             | 2.                                     |
| 52                                     | Aimé De Gendt (BEL)                    | 40.                                    |
| 53                                     | Tom Devriendt (BEL)                    | 99.                                    |
| 54                                     | Baptiste Planckaert (BEL)              | 76.                                    |
| 55                                     | Boy van Poppel (NED)                   | 81.                                    |
| 56                                     | Danny van Poppel (NED)                 | 57.                                    |

| B&B Hotels p/b KTM BBK | B&B Hotels p/b KTM BBK | B&B Hotels p/b KTM BBK |
| ---------------------- | ---------------------- | ---------------------- |
| Num                    | Ciclista               | Pos                    |
| 61                     | Bryan Coquard (FRA)    | 32.                    |
| 62                     | Bert De Backer (BEL)   | 96.                    |
| 63                     | Jens Debusschere (BEL) | 80.                    |
| 64                     | Cyril Gautier (FRA)    | 50.                    |
| 65                     | Jonathan Hivert (FRA)  | 84.                    |
| 66                     | Julien Morice (FRA)    | NP-2                   |

| TotalEnergies TDE | TotalEnergies TDE          | TotalEnergies TDE |
| ----------------- | -------------------------- | ----------------- |
| Num               | Ciclista                   | Pos               |
| 71                | Edvald Boasson Hagen (NOR) | 33.               |
| 72                | Mathieu Burgaudeau (FRA)   | 13.               |
| 73                | Valentin Ferron (FRA)      | NP-3              |
| 74                | Cristián Rodríguez (ESP)   | DNF-2             |
| 75                | Niki Terpstra (NED)        | 54.               |
| 76                | Dries Van Gestel (BEL)     | NP-4              |

| AG2R Citroën Team ACT | AG2R Citroën Team ACT   | AG2R Citroën Team ACT |
| --------------------- | ----------------------- | --------------------- |
| Num                   | Ciclista                | Pos                   |
| 81                    | Oliver Naesen (BEL)     | 36.                   |
| 82                    | Stan Dewulf (BEL)       | 27.                   |
| 83                    | Julien Duval (FRA)      | 98.                   |
| 84                    | Alexis Gougeard (FRA)   | 69.                   |
| 85                    | Lawrence Naesen (BEL)   | 41.                   |
| 86                    | Clément Venturini (FRA) | 24.                   |

| Bora-Hansgrohe BOH | Bora-Hansgrohe BOH        | Bora-Hansgrohe BOH |
| ------------------ | ------------------------- | ------------------ |
| Num                | Ciclista                  | Pos                |
| 91                 | Martin Laas (EST)         | 82.                |
| 92                 | Erik Baška (SVK)          | DNF-4              |
| 93                 | Juraj Sagan (SVK)         | 94.                |
| 94                 | Andreas Schillinger (GER) | 89.                |
| 95                 | Rüdiger Selig (GER)       | 59.                |

| Cofidis COF | Cofidis COF               | Cofidis COF |
| ----------- | ------------------------- | ----------- |
| Num         | Ciclista                  | Pos         |
| 101         | Victor Lafay (FRA)        | 3.          |
| 102         | Thomas Champion (FRA)     | 55.         |
| 103         | Jean-Pierre Drucker (LUX) | 70.         |
| 104         | Nathan Haas (AUS)         | 63.         |
| 105         | André Carvalho (POR)      | NP-3        |
| 106         | Axel Zingle (FRA)         | 22.         |

| Qhubeka NextHash TQA | Qhubeka NextHash TQA  | Qhubeka NextHash TQA |
| -------------------- | --------------------- | -------------------- |
| Num                  | Ciclista              | Pos                  |
| 111                  | Henok Mulubrhan (ERI) | 28.                  |
| 112                  | Dimitri Claeys (BEL)  | 20.                  |
| 113                  | Luca Coati (ITA)      | 73.                  |
| 114                  | Harry Tanfield (GBR)  | 83.                  |
| 115                  | Karel Vacek (CZE)     | DNF-2                |

| Alpecin-Fenix AFC | Alpecin-Fenix AFC       | Alpecin-Fenix AFC |
| ----------------- | ----------------------- | ----------------- |
| Num               | Ciclista                | Pos               |
| 121               | Petr Vakoč (CZE)        | 17.               |
| 122               | Jimmy Janssens (BEL)    | 56.               |
| 123               | Marcel Meisen (GER)     | 68.               |
| 124               | Lubomír Petruš (CZE)    | 75.               |
| 125               | Oscar Riesebeek (NED)   | 25.               |
| 126               | Philipp Walsleben (GER) | 51.               |

| Delko DKO | Delko DKO                  | Delko DKO |
| --------- | -------------------------- | --------- |
| Num       | Ciclista                   | Pos       |
| 131       | Alessandro Fedeli (ITA)    | 37.       |
| 132       | Alexandre Delettre (FRA)   | 38.       |
| 133       | Eduard-Michael Grosu (ROU) | 92.       |
| 134       | Eduard Prades (ESP)        | 6.        |
| 135       | Dušan Rajović (SRB)        | 97.       |
| 136       | Julien Trarieux (FRA)      | 34.       |

| Sport Vlaanderen-Baloise SVB | Sport Vlaanderen-Baloise SVB | Sport Vlaanderen-Baloise SVB |
| ---------------------------- | ---------------------------- | ---------------------------- |
| Num                          | Ciclista                     | Pos                          |
| 141                          | Jens Reynders (BEL)          | 78.                          |
| 142                          | Cedric Beullens (BEL)        | 39.                          |
| 143                          | Alex Colman (BEL)            | 45.                          |
| 144                          | Sander De Pestel (BEL)       | 49.                          |
| 145                          | Arne Marit (BEL)             | 35.                          |
| 146                          | Ward Vanhoof (BEL)           | 42.                          |

| Bingoal Pauwels Sauces WB BWB | Bingoal Pauwels Sauces WB BWB | Bingoal Pauwels Sauces WB BWB |
| ----------------------------- | ----------------------------- | ----------------------------- |
| Num                           | Ciclista                      | Pos                           |
| 151                           | Arjen Livyns (BEL)            | 18.                           |
| 152                           | Ceriel Desal (BEL)            | 103.                          |
| 153                           | Sean De Bie (BEL)             | 77.                           |
| 154                           | Rémy Mertz (BEL)              | 43.                           |
| 155                           | Dimitri Peyskens (BEL)        | 26.                           |
| 156                           | Luc Wirtgen (LUX)             | 15.                           |

| Burgos-BH BBH | Burgos-BH BBH         | Burgos-BH BBH |
| ------------- | --------------------- | ------------- |
| Num           | Ciclista              | Pos           |
| 161           | Manuel Peñalver (ESP) | 67.           |
| 162           | Rodrigo Álvarez (ESP) | 91.           |
| 163           | Jesús Ezquerra (ESP)  | 95.           |
| 164           | Ángel Fuentes (ESP)   | 65.           |
| 165           | Felipe Orts (ESP)     | 79.           |
| 166           | Pelayo Sánchez (ESP)  | 14.           |

| Euskaltel-Euskadi EUS | Euskaltel-Euskadi EUS    | Euskaltel-Euskadi EUS |
| --------------------- | ------------------------ | --------------------- |
| Num                   | Ciclista                 | Pos                   |
| 171                   | Juan José Lobato (ESP)   | 86.                   |
| 172                   | Antonio Angulo (ESP)     | 30.                   |
| 173                   | Xabier Azparren (ESP)    | 102.                  |
| 174                   | Peio Goikoetxea (ESP)    | 100.                  |
| 175                   | Antonio Jesús Soto (ESP) | 48.                   |

| Coop TCO | Coop TCO                   | Coop TCO |
| -------- | -------------------------- | -------- |
| Num      | Ciclista                   | Pos      |
| 181      | Fredrik Dversnes (NOR)     | 61.      |
| 182      | Kristian Aasvold (NOR)     | 5.       |
| 183      | Jacob Eriksson (SWE)       | 9.       |
| 184      | Tord Gudmestad (NOR)       | 74.      |
| 185      | Eirik Lunder (NOR)         | 88.      |
| 186      | Tore Andre Aase Vabø (NOR) | 52.      |

Convenções:
- AB-N: Abandono na etapa "N"
- FLT-N: Retiro por chegada fora do limite de tempo na etapa "N"
- NTS-N: Não tomou a saída para a etapa "N"
- DES-N: Desclassificado ou expulsado na etapa "N"

## UCI World Ranking
A Arctic Race da Noruega outorgou pontos para o UCI World Ranking para corredores das equipas nas categorias UCI WorldTeam, UCI ProTeam e Continental. As seguintes tabelas são o barómetro de pontuação e os 10 corredores que obtiveram mais pontos:
| Posição             | 1.º | 2.º | 3.º | 4.º | 5.º | 6.º | 7.º | 8.º | 9.º | 10.º | 11.º | 12.º | 13.º | 14.º | 15.º | 16.º-30.º | 31.º-40.º |
| Classificação geral | 200 | 150 | 125 | 100 | 85  | 70  | 60  | 50  | 40  | 35   | 30   | 25   | 20   | 15   | 10   | 5         | 3         |
| Por etapa           | 20  | 10  | 5   |     |     |     |     |     |     |      |      |      |      |      |      |           |           |
| Líder               | 5   |     |     |     |     |     |     |     |     |      |      |      |      |      |      |           |           |

| Classificação |                      |                                    |       |       |       |       |
| Posição       | Ciclista             | Equipa                             | Geral | Etapa | Líder | Total |
| ------------- | -------------------- | ---------------------------------- | ----- | ----- | ----- | ----- |
| 1.º           | Ben Hermans          | Israel Start-Up Nation             | 200   | 20    | 5     | 225   |
| 2.º           | Odd Christian Eiking | Intermarché-Wanty-Gobert Matériaux | 150   | 10    | -     | 160   |
| 3.º           | Victor Lafay         | Cofidis, Solutions Crédits         | 125   | 5     | -     | 130   |
| 4.º           | Samuele Battistella  | Astana-Premier Tech                | 100   | -     | -     | 100   |
| 5.º           | Kristian Aasvold     | Coop                               | 85    | -     | -     | 85    |
| 6.º           | Eduard Prades        | Delko                              | 70    | -     | -     | 70    |
| 7.º           | Andreas Leknessund   | Selecção da Noruega                | 60    | -     | -     | 60    |
| 8.º           | Warren Barguil       | Arkéa Samsic                       | 50    | -     | -     | 50    |
| 9.º           | Markus Hoelgaard     | Uno-X                              | 25    | 20    | 5     | 50    |
| 10.º          | Jacob Eriksson       | Coop                               | 40    | -     | -     | 40    |